# Улугуртау
Улугуртау — горный хребет на Южном Урале. Находится на территории Абзелиловского района РБ.
Хребет Улугуртау относится к хребтам Башкирского (Южного) Урала, расположенным в Абзелиловского района РБ.
Хребет растянулся вдоль меридиана от реки Икстимер до реки Карасаз (бассейн реки Б.Кизил).
Длина хребта — 16 км, ширина — 3 км, высота — 656 м. Имеются семь вершин с высотами от 458 до 656 м (горы Мурун, Сагылтау, Каратау).
Состав: туффиты и кремнистые сланцыи улутауской свиты и граувакками зилаирской свиты.
Ландшафты — сосновые и берёзовые леса. Назв. от баш. оло — большой,

## Топонимика
Название хребта произошло как перевод с башкирского оло — большой, ҡыр — гребень и тау — гора.